# 李玢
李玢（720年代？—784年），唐玄宗李隆基第二十子，本名李洄。母为柳婕妤。
李玢的生年不详，从异母兄李瑁的生年推测，当在720年代初。生母柳婕妤是尚书右丞柳范的孙女，最为名家，玄宗很看重她。李玢仁爱，有学问。开元十三年（725年），封为延王。十五年（727年），遥领安西大都护、碛西节度大使。二十三年（735年），加开府仪同三司，兼河南牧，改名李玢。天宝十五载（756年），玄宗因安禄山之乱幸蜀，李玢子女三十六人，不忍丢弃于道路，因此耽搁，数日不及行在所，玄宗大怒；幸亏堂兄弟汉中王李瑀抗疏相救，听其归于灵武。兴元元年，李玢薨逝。
其子李倬王彭城郡王、秘书监同正员，李侹平阳郡王、殿中监同正员，李倞鲁国公，李偃荆国公，李优太仆卿。后裔嗣延王李戒丕。

## 延伸阅读
[在维基数据编辑]
 《舊唐書·卷107》，出自刘昫《舊唐書》
 《新唐書·卷082》，出自《新唐書》